# Poly(2,6-diphenyl-p-phenylenoxid)
Poly(2,6-diphenyl-p-phenylenoxid) ist ein polymeres Adsorberharz.
Die Verbindung wurde ursprünglich von General Electric als elektrisch isolierendes Polymer patentiert. Die AkzoNobel entwickelte es unter dem Markennamen Tenax als Kolonnenpackungsmaterial für die Gaschromatographie. Erstmals wurde es an Bord der Skylab 4 auch als Adsorbens zur Vorkonzentration flüchtiger organische Verbindungen genutzt. Heute gehört es zu den standardmäßig genutzten Adsorbermaterialien bei Luftuntersuchungen.

## Synthese
Poly(p-2,6-diphenylphenylenoxid) wird durch oxidative Kupplung von 2,6-Diphenylphenol hergestellt.

## Eigenschaften
Poly(2,6-diphenyl-p-phenylenoxid) ist bis 400 °C temperaturstabil. Kommerziell erhältliches Poly(2,6-diphenyl-p-phenylenoxid) besteht aus stark porösen Partikeln mit einer durchschnittlichen Größe von 200 μm. Die Oberfläche beträgt 20 bis 35 m2·g−1.
Ebenso kann Polydimethylsiloxan (PDMS) verwendet werden.